# سيدني لامبرت
سيدني لامبرت (11 أكتوبر 1852 - 30 أكتوبر 1916 في نيوزيلندا) (بالإنجليزية: Sydney Lambert)‏ هو لاعب كريكت نيوزلندي.

## وصلات خارجية
- سيدني لامبرت على موقع إي آس بي آن كريك إنفو (الإنجليزية)